# Alden (Noruega)
Alden és una illa del municipi d'Askvoll en el Comtat de Vestland, a Noruega. L'illa de 3,4 km² (1.3 milles quadrades) es troba a la costa continental de la regió de Sunnfjord. L'illa està ubicada uns quants quilòmetres a l'oest de la boca del Dalsfjorden, 2 quilòmetres (1.2 milles) a l'est de les illes Værlandet i aproximadament 5 quilòmetres (3.1 milles) a l'oest de l'illa de Atløyna. Els residents de l'illa hi viuen a la riba sud. L'únic accés a l'illa es fa per barca. No hi ha cap transbordador regular que para a l'illa. L'aturada de transbordador més propera és a l'illa de Værlandet, aproximadament 2,2 quilòmetres (1,4 milles) al sud-oest. El transbordador de l'illa de Værlandet navega aproximadament 20 quilòmetres (12 milles) a l'est del poble d'Askvoll.
L'illa és més coneguda per la muntanya més alta anomenada Norskehesten de 460 metres (1,510 peus). La muntanya domina l'illa, dotant-la de costes molt abruptes. L'única àrea habitable és una zona costera plana i petita a la riba del sud. L'alta muntanya és una fita familiar pels pescadors que han navegat en aquestes aigües locals durant segles.